# RM–81 Agena
Az RM–81 Agena amerikai rakéta-végfokozat.

## Története
Az amerikai légierő (USAF) által kifejlesztett interkontinentális rakéta volt. A rakéta, más rakéták második fokozataként szerepelt. Hajtóanyaga salétromsav és aszimmetrikus dimetil-hidrazin keveréke, amely huzamosabb ideig tárolható. Hajtóműve kardános felfüggesztésű, mozgatható, többször is újraindítható. A rakétatípust leginkább az Atlas és a Thor rakéta végfokozataként alkalmazták.

## Változatok

### Agena–A
Hossza 5,82 m, átmérője 1,52 m, tömege 4 tonna.

### Agena–B
Hossza 7,62 m, átmérője 1,52 m, tömege 7 tonna.

### Agena–C
A C jelölést fenntartották egy a B-hez képest duplájára növelt kapacitású eszköznek. Nem került megvalósításra.

### Agena–D
Hossza 9,14 m, átmérője 1,52 m, tömege 9,2 tonna.